# A jel
A jel (węg. Znak) – drugi album węgierskiego zespołu Bonanza Banzai. Album został nagrany w 1990 roku w Tom-Tom Stúdió i wydany w tym samym roku przez Hungaroton na LP i MC. W 1996 roku album został cyfrowo zremasterowany i wydany na CD.

## Lista utworów
1. "A jel" (3:24)
2. "Dörömbölnek a vágyak" (3:39)
3. "Ősi láng" (4:18)
4. "To See Me (Orpheus & Euridice)" (3:43)
5. "Kicsi szív" (3:41)
6. "Kihalt minden" (4:12)
7. "Szerelemisten" (4:29)
8. "Nem ér semmit a dal" (3:53)
9. "Colours" (3:37)
10. "Ne titkold" (4:54)

## Skład zespołu
- Ákos Kovács – wokal, gitara
- Zsolt Hauber – syntezator
- Gábor Menczel – syntezator